# ラゼール
ラゼール（英 Rahzel ）は、ヒップホップバンドのザ・ルーツの元メンバーであり、ヒューマンビートボックスの世界ではゴットファザーオブノイズと呼ばれている。
重厚なドラムビートを奏でるだけでなく、ロボット音やハンドクラップ音などを開発し、新たなビートボックスのスタイルを築きあげた。また同時に数種類の音を奏でることができ、自らの音だけでひとつの音楽をつくりだすことができる。
ラーゼルに憧れてビートボクサーになった人も多く、日本を代表するビートボクサーであるAFRAやSOUL'd OUTのBro.Hiなども彼のライブを観てビートボックスをはじめた。